# Mỹ Hảo
Mỹ Hảo (tên chính thức là Công ty Cổ phần Hóa mỹ phẩm Mỹ Hảo) là công ty Việt Nam chuyên về các sản phẩm chăm sóc cá nhân và gia đình.

## Lịch sử
Mỹ Hảo được thành lập từ năm 1978. Ông Lương Vạn Vinh là nhà sáng lập và là tổng giám đốc công ty. Ban đầu công ty tập trung vào sản xuất xà bông, sau đó công ty bắt đầu sản xuất nước rửa chén, nước xả vải, nước lau sàn và các mặt hàng gia dụng khác. Đến những năm 1990, nước rửa chén của công ty đã trở thành sản phẩm hàng đầu tại Việt Nam, chiếm hơn 80% thị phần nội địa.
Vào những năm 2000, các tập đoàn đa quốc gia tiến sâu vào thị trường Việt Nam và Mỹ Hảo mất khoảng 50 – 60% thị phần. Doanh số của công ty giảm từ 30 – 35 tỷ đồng xuống còn 20 tỷ đồng trong những năm 2007 – 2008.
Năm 2020, Mỹ Hảo là một trong số ít công ty Việt Nam được FDA chấp thuận cho xuất khẩu nước rửa tay và các sản phẩm diệt khuẩn sang Hoa Kỳ.

## Hoạt động
Mỹ Hảo xuất khẩu sản phẩm sang một số quốc gia  như Úc, New Zealand, Philippines, Đài Loan, Trung Quốc, Hàn Quốc, Lào, Campuchia và Mông Cổ. Các sản phẩm nước rửa tay của công ty được FDA chấp thuận và trở nên phổ biến trong đại dịch COVID-19.